# Estação Bernardino de Campos
A Estação Bernardino de Campos é uma das estações do VLT da Baixada Santista, situada em Santos, entre a Estação Pinheiro Machado e a Estação Ana Costa. É administrada pela ARTESP.
Foi inaugurada em 27 de abril de 2016. Localiza-se no cruzamento da Avenida General Francisco Glycerio com a Avenida Bernardino de Campos. Atende o bairro de Campo Grande, situado na Área Central da cidade.